# Чёрный Лукич
«Чёрный Луки́ч» (с 2011 года — «Лукич») — советская и российская рок-группа. Бессменным лидером группы являлся Вадим (Дима) Кузьмин. Вначале коллектив назывался «Спинки мента», но позднее был переименован.

## История группы
Творческая деятельность Кузьмина началась в 1986 году в Новосибирске с создания группы «Спинки мента», которая вскоре вошла в состав Новосибирского рок-клуба. В 1987 году группа приняла участие в I Новосибирском рок-фестивале. 
Первые альбомы были записаны в 1988 году в омской домашней студии Егора Летова «ГрОб-рекордс». Альбомы с ранними песнями «Эрекция лейтенанта Киреева» и «Кучи в ночи» вышли под вывеской «Спинки мента», а альбом с более поздними песнями «Кончились патроны» — уже под названием «Чёрный Лукич». После этого группа распадается, а сам Вадим переезжает в Юргу.
Альбом «Кончились патроны» впоследствии был включён в книгу Александра Кушнира «100 магнитоальбомов советского рока».
В июне 1989 года Кузьмин, наряду с группами «Путти», «Гражданская оборона», «Армия Власова», «Инструкция по выживанию» и «Великие Октябри», выступает на прошедшем в Новосибирске концерте памяти Дмитрия Селиванова.
В 1994 году Кузьмин возобновляет музыкальную деятельность и записывает несколько новых альбомов: «Деревянное облако» (акустический альбом с новыми песнями), «Будет весело и страшно (акустика)» (альбом с акустическими версиями старых песен) и «Отцы яблок» (альбом, записанный совместно с группой «Клаксон Гам»).
В 1995 году Кузьминым вместе с Олегом Судаковым, Игорем Жевтуном, Александром Андрюшкиным («Кооператив Ништяк», «Гражданская оборона») и музыкантами группы «Инструкция по выживанию» в Тюмени был записан альбом «Ледяные каблуки».
В 1996 году группа «Чёрный Лукич» уже в новом составе (Кузьмин и Евгений Каргаполов) начинает активную концертную деятельность в акустическом составе. В 1999 году группа записывает альбом «Навсегда». Параллельно собирается электрический состав, в него входят: Евгений Бугров, Олег Чеховский, Эдуард Ким, Сергей Нижников, Дмитрий Сердобинцев, Дмитрий Шатохин, Сергей Трачук. В 2000 — 2001 годах группа записывает альбом «Вересковый мёд», выпущенный в 2004 году издательством «Выргород».
Летом 2003 года в Тюмени «Чёрным Лукичом» (Кузьмин, Андрюшкин и Татьяна Тросиненко) записывается альбом «Мария», который в 2003 году был признан музыкальной прессой Москвы лучшим альбомом года. В 2004 году альбом был выпущен издательством «Выргород».
2010 год ознаменован работой над новым альбомом «Полярная звезда» в новосибирской домашней студии Александра Владыкина (экс-«Калинов мост»). Состав группы на тот момент: Кузьмин Вадим — вокал, автор; Поповская Лена — клавесин; Барышев Евгений («Молока стакан», экс-«Калинов Мост») — гитары, Волкова Анна (Нюрыч) — вокал; Владыкин Александр — клавишные, гитара, домбра, баян, духовая гармоника, калюка, перкуссия, запись, аранжировка и сведение.
С 2011 года группа «Чёрный Лукич» была официально переименована в «Лукич».
19 ноября 2012 года Кузьмин умер в Воронеже.

## Дискография
- 1988 - Эрекция лейтенанта Киреева (как гр. "Спинки мента") (издан в 2017, 2020)
- 1988 - Кучи в ночи (как гр. "Спинки мента") (издан в 2017, 2020)
- 1988 — Кончились патроны (издан в 2017, 2020)
- 1994 — Деревянное облако (издан в 2016) (акустическое demo)
- 1994 — Будет весело и страшно (акустическое demo) (издан в 2016)
- 1994 — Отцы яблок (издан в 2017)
- 1995 — Ледяные каблуки (издан в 1995,  2001, 2002, 2017, 2024)
- 1995 — Слепой дождик (издан в 2017)
- 1996 — Девочка и рысь (издан в 1997, 2000, 2001, 2009, 2013 и 2022)
- 1996 — Будет весело и страшно (издан в 1997, 2000, 2001, 2009, 2013 и 2022)
- 1999 — Навсегда (издан в 2000, 2013 и 2018)
- 2002 — Вересковый мёд (издан в 2004, 2011)

- 2003 — Мария (гр. "Чёрный Лукич" и "Летучие рыбы") (издан в 2004, 2008 и 2013)
- 2005 — Здесь и сейчас (гр. "Чёрный Лукич" и "Летучие рыбы") (издан в 2021)[15]

- 2011 — Полярная звезда (как гр. "Лукич")

#### Концертные альбомы
- 1987 — Live in Omsk (издан в 2017)
- 1987 — Квартирник у Егора (издан в 2004, 2005 и 2017)
- 1994 — 9.X.1994 (издан в 2017)
- 1996 — Дорога жизни (издан в 1997, 2024)
- 1997 — Жаворонок (издан в 2002)
- 2001 — Последний день зимы (издан в 2024)
- 2002 — Берег надежды (издан в 2004, 2025)
- 2012 — Ещё не поздно (издан в 2025)

#### Сборники
- 2011 — Кривое колено (издан в 2011, 2013)
- 2014 — На просторах огромной страны